# Ernesto Llobregat
Ernesto Llobregat Pérez (Alicante, España, 20 de octubre de 1950) es un exfutbolista español que se desempeñaba como defensa.

## Clubes
| Club           | País   | Año       |
| -------------- | ------ | --------- |
| Hércules C. F. | España | 1977-1985 |